# Asp Kirke
Asp Kirke ligger i landsbyen Asp, ca. 8 km sydvest for Struer i Asp Sogn i Struer Kommune, Viborg Stift og blev bygget engang i 1200-tallet på en af nogle mindre bakkeknuder langs den nordre side af Asp bakkeø; den største af disse er Sirlyngbjerg. Disse bakkeøer bærer ret tydelig vidnesbyrd om, at de i sidste istid har været nære naboer til isbræens rand og smeltevandets kræfter.
Skønt dens svære kampestensmure har mærket tidens tand, står den dog i helhed, som man dengang byggede den, et mægtigt arbejde med datidens redskaber. Et tårn opført vel godt et par århundreder senere voldte i tidens løb flere kvaler, og der måtte naturligvis også stadig repareres ved selve kirken.